# Romance of the Rocky Coast
Romance of the Rocky Coast è un cortometraggio muto del 1909. Il nome del regista non viene riportato nei credit del film.

## Produzione
Il film fu prodotto dalla Lubin Manufacturing Company.

## Distribuzione
Distribuito dalla Lubin Manufacturing Company, il film -  un cortometraggio in una bobina - uscì nelle sale cinematografiche statunitensi il 16 dicembre 1909.